# Beco de Mary King

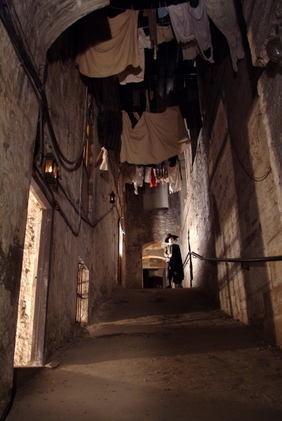
Beco de Mary King

O Beco de Mary King é um beco antigo em Edimburgo que se encontra abaixo dos edifícios na zona do Centro Histórico de Edimburgo, na Escócia. O seu nome tem origem numa jovem chamada Mary King, filha do advogado Alexander King, que, no século XVII, possuía várias propriedades naquele beco. O beco foi parcialmente demolido e enterrado debaixo do edifício da Royal Exchange. Tendo ficado fechado ao público durante muitos anos, surgiram vários mitos e lendas urbanas relacionados com este complexo; histórias de fantasmas e assassinatos, e mitos de vitimas da peste negra que terão sido enclausuradas e abandonadas até morrer abundam neste local.
No entanto, após a realização de várias investigações e o descobrimento de provas arqueológicas, chegou-se à conclusão de que este beco era, na verdade, dividido em vários becos que eram atravessados por ruas estreitas nas quais havia casas alugadas de ambos os lados e que, por vezes, atingiam a altura de sete andares. Actualmente, o Beco de Mary Cross é uma atracção turística.

## Assombrações
Este beco é conhecido pelas suas assombrações pelo menos desde o século XVII. Muitos já chamaram a atenção para o facto de este beco em particular era o que ficava mais próximo do Nor Loch, um pântano de águas paradas e altamente poluído; o biogás que saía do pântano e passava para o beco criava luzes estranhas que podem estar na origem destes rumores de assombrações espirituais. Também já foi sugerido que o gás que chegava ao beco provocava alucinações. Por outro lado, as lendas urbanas associadas a este local afirmam que estas assombrações tiveram origem no facto de o beco ter sido um local de quarentena para vítimas da peste negra que eram levadas para lá para morrer. Posteriormente os seus corpos terão sido utilizados para construir paredes.

## Beco de Mary King na actualidade
O Beco de Mary King foi reaberto ao público em Abril de 2003. Com o nome de, 'The Real Mary King's Close', o beco é agora uma atracção turística que é promovida como um exemplo historicamente correcto de como era a vida em Edimburgo entre os séculos XVI e XIX. A entrada é feita pelo Beco de Warriston e pelo Writer's Court, onde foi pendurada uma réplica do antigo sinal de "Mary King's Close". É possível fazer visitas guiadas às ruínas de vários becos da zona: os de Mary King, Pearson, Stewart e Allen.
O Beco de Mary King tem também uma organização que recolhe e gere os fundos para o Mary King's Ghost Fest em Edimburgo. Este festival único e premiado tem a duração de dez dias, decorre por toda a cidade e tornou-se um dos festivais mais populares da cidade, graças aos seus eventos estranhos e excêntricos que atraem visitantes de toda a Escócia, do Reino Unido e do estrangeiro todos os anos. Este festival invulgar, e realizado fora da época alta, propõe-se a descobrir mais sobre os contos sombrios e actividades paranormais estranhas pelas quais Edimburgo é conhecida por todo o mundo.

## Beco de Mary King na televisão
- O Beco de Mary King apareceu na quarta temporada da série Most Haunted.[9]
- Uma adaptação televisiva do romance  Mortal Causes da série "Inspector Rebus" de Ian Rankin, incluía uma vítima cujo corpo foi encontrado no Beco de Mary King.[10]
- O Beco de Mary King aparece no programa Most Haunted Live Halloween 2006.
- O quarto de Annie e o Beco de Mary King aparecem no sexto episódio de Billy Connolly's World Tour of Scotland.[11]
- O Beco de Mary King aparece no quarto episódio do programa de 2007 "Cities of the Underworld" do Canal História intitulado Scotland's Sin City.
- O Beco de Mary King também aparece no programa "Discovery's Biggest Shows" do Discovery Channel India.
- O Beco de Mary King também apareceu num episódio do Ghost Hunters International que foi transmitido nos E.U.A. a 9 de Janeiro de 2008 no Sci Fi Channel e no Reino Unido a 1 de Junho de 2008 no Living2.
- O Beco de Mary King apareceu no episódio "King's Close and Winchester House" da série "Mystery Hunters" do Discovery Kids.
- O Beco de Mary King também apareceu no episódio "Jekyl and Hyde" da série Lost World transmitida pelo Canal História (2007).
- O Beco de Mary King foi utilizado para testar as capacidades de captura de luz de duas câmaras digitais no The Gadget Show (nono episódio da décima-sétima temporada) que foi transmitido no Reino Unido a 7 de Janeiro de 2013 no Channel 5 (UK).